# أدب باشكورستان

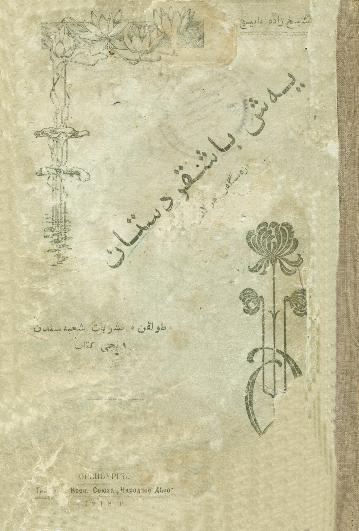
"شباب باشكورتوستان" - غلاف كتاب شيخزاده بابيتش، الذي نشر في أورينبورغ في عام 1918 بلغة الباشكير القديمة.

أدب باشكورستان، باكشيري أو باكشير هو أدب جمهورية باشكورستان المتعددة الجنسيات في روسيا. ينبع من الفولكلور الشفهي، وله تاريخ غني، ويتميز بمجموعة متنوعة من الأنواع والاتجاهات، والإثراء المتبادل للثقافات الوطنية. تأثر الأدب بالوضع السياسي في البلاد.

## تاريخ
مصادر الأدب الباشكيري هي مجموعة من الآثار التركية القديمة المكتوبة مثل نقوش ومخطوطات أورخون في القرن الحادي عشر باللغة الجغتائية «ديوان لغات الترك» (من تأليف محمود الكاشغري)، ««قوتادغوبيليك» أي علم السعادة» (من تأليف الفيلسوف التركي المسلم يوسف خاص حاجب).
سبق فولكلور البشكير إنشاء الأدب المكتوب. وكان فولكلور البشكير غنيًا. تعكس أعمال الفن الشعبي الشفهي وجهات نظر الباشكير القديمة حول الطبيعة، وتجربتهم الدنيوية، والمثل العليا والأخلاق. أعمال بنية النوع الأدبي متنوع: الحكايات الملحمية والخيالية، الأساطير والقُبيرة (أساطير بطولية)، والأحاجي والأغاني الباشكيرية الشعبية ‏، البيت ‏، الغزل، المازية، المرسية، القصيدة، الدستان، الحكمة، القصة، الحكايات، النظم، النصيحة، المونوزهات، مسنافي، كيجا، بارسا وغيرها الكثير.
من الفن الشعبي الباشكيرية ملحمة "أورال باتير"، "اكبوزات ‏"، "زاياتواك وهيوخلو ‏، "كارا يورغا"، "أكساك كولا ‏"، كونغيار-بوغا ‏، الباميش والبارسينخيل ‏، والأغاني التاريخية واليومية بيت، حكايات وأساطير، وكثير منها نُقل شفهيًا. يتضمن الفولكلور الشفهي أبيات من تأليف سلافات يولاييف. قام مؤلفو القرنين الثامن عشر والتاسع عشر، تاج الدين الباشكوردي ‏، غالي شكري ‏ شمس الدين زكي بإبداع الشعر الروحي المرتبط بالوعي الديني.وتنعكس الأفكار التعليمية في أعمال الكتاب والعلماء في النصف الثاني من القرن التاسع عشر: مفتاح‌ الدين أكميلا ومحمد سليم أوميتباييف ‏ ميرصالح  بيكشيرين ‏ وغيرهم. وظهرت خصوصية التنوير الديني فيما يتعلق بحل المشكلات الاجتماعية. في أعمال رضاء الدين فخر الدين ("أسماء"، "سليمة"، "العائلة"، "تعليمات") تُدين الجشع والجهل. وفقا لنتائجه، الأفعال اللاأخلاقية متأصلة أيضا في الأثرياء.
لم يقبل الباشكيريون الديمقراطيون المستنيرون، محمد سليم أوميتباييف ‏ (1841-1907) ومفتاح‌ الدین أكميلا (1831-1895)، ومجيد غفوري ‏(1880-1934) وشيخ زاده بابيتش (1890-1919) وداوت يولتي ‏ (1893-1938) الكشف عن خطورة المشاكل الاجتماعية كطريقة لتخفيف التناقضات.
في بداية القرن العشرين (1906) ظهرت مطبعة التتار الوطنية في باشكيريا، لأول مرة في أورينبورغ (مجلة "الشورى"، «الدين وماجيشات»، «المطرقة»)، ثم في اوفا (صحيفة «الحياة»، 1913-18) .نشر العديد من شعراء الباشكير وكتاب النثر والكتاب المسرحيين في مجلات وصحف التتار التي نشرت في العديد من مدن البلاد، بما في ذلك أوفا (لم تكن هناك دوريات باللغة الباشكيرية) ونشروا كتبهم في دور النشر التتارية.
تم إنشاء العديد من الأعمال عن باشكيريا من قبل كتاب روس في القرنين التاسع عشر والعشرين أمثال - أ. س. بوشكين، م. يو ليرمونتوف (رواية لم تنته من قبل فاديم)، سيرجي أكساكوف ‏، ف. إ. دال، د. ن. مامين سيبيريك، م. ل. ميخائيلوف، ب.م. كيدرياشيف، ف. س. يوماتوف، ف. س. لوسيفسكي،
م. ف. افدييف،أناتولي ريباكوف ‏ (رواية «الغبار والرماد»). وهي تعكس تاريخ وثقافة شعب الباشكير، ونضالهم ضد القيصرية والغزاة الأجانب. دخلت رواية ستيبان زلوبين ‏ التاريخية «سالافيت يولييف» (1929) في خزانة الأدب الروسي.
كان أوائل الكتاب والشعراء الباشكيريين من القرن العشرين شيخ زاده بابيتش وحبيب الله عبد القادر جابيتوف ‏ وداوت يولتي ‏ وساغو مرياسوف ‏ وكريم  ايدلوجين ‏ وتحفة ينابي ‏ وعبد الله أمانتي ‏ وغوباي دافلتشين ‏ وزايني إلخ. نشروا أعمالهم في صحيفة «باشكردستان» في عام 1924. كما ألفوا كتبًا منفصلة منذ عام 1923.
في بداية القرن العشرين، ظهر أيضًا كتاب باشكيريون في أدب الباشكيري مجيد غفوري ‏ وكتاب ومشاركين في الحرب الأهلية مثل: غريف غوميروف ‏، بولات إيشيمجول ‏، تحفة ينابي ‏،إيماي نصري ‏، إلخ. نُشرت أول أعمال شاعر كومسومول شامون فيداي ويارلا كريم وخبير الدعاية البلشفية شاجيت خديبردين ‏ في صحف الجيش الأحمر.

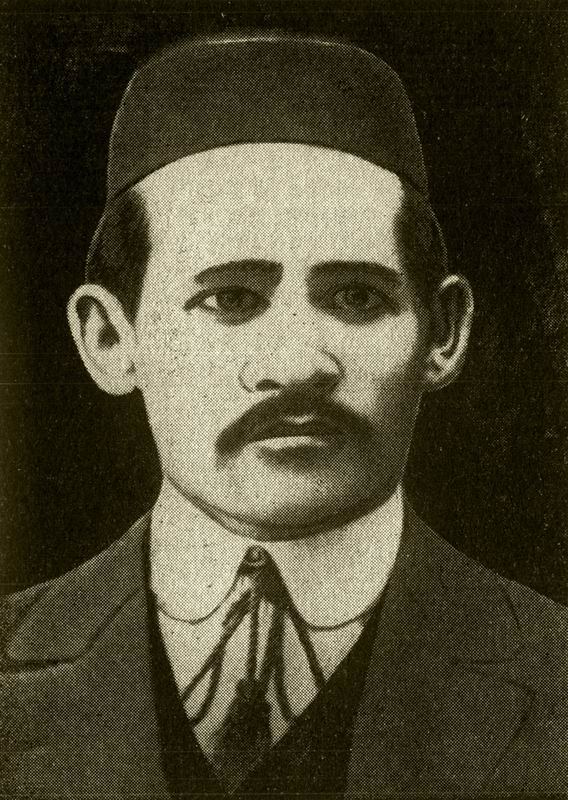
مجيد غفوري في اوفا (1911)

في عصر التحول، برزت العديد من الشخصيات من ثقافة الباشكير، مثل زكي وليدي طوقان، وعبد القادر عنان، وجاليميان تاغان، وموكاميتشا بورانغولوف.
- زكي وليدي طوقان (1890-1970) - زعيم حركة الباشكير الوطنية، أحد مؤسسي الحكم الذاتي لباشكير، الذي كتب مئات الأعمال عن تاريخ وثقافة الشعوب التركية، بما في ذلك الباشكير.

- عبد القادر عنان (1889-1974) باحث قام باستثمار الكثير من العمل في العلوم التركية.

- موخاميشا بورانغولوف (1888-1968) هو عالم فنان بارز من الباشكير، بفضل النشاط الدؤوب الذي تمكن من إنقاذ لؤلؤة ملحمة الباشكير.

بدأ في ثلاثينيات القرن العشرين، في باشكيريا ظهور أدب الباشكير. تطور الأدب على طريقة الواقعية الاشتراكية. كُرست روايات كل من ساجيت اغيش وبايزيت بيكباي وهادية دافليشينا وعلي كرناي وس. ف. كوداش وأ. نصري وأفضال موخيتدينوفيتش تاجيروف وقصائد موخميداروف خاي غابرافيكوفيتش لجمع التبرعات. وكتب ساجيت مفاخيتش مفتاخوف الدراما «اولا يوستا»، وفي مقال أ. كارنايا «إيشيمباي». (1935) ينعكس نمو الصناعة في باشكيريا، وتشكيل الطبقة العاملة.

## أدب بشكير الشفهي
في فقه اللغة الباشكيرية، يستخدم مفهوم «الأدب الشفهي» في معنيين، الفولكلور اللفظي وكمنتج للإبداع المهني الارتجالي للمؤلف. تم تسجيل إبداعات أدبية عن طريق الفم مع مرور الوقت، ولكن قبل ذلك كانت موجودة لبعض الوقت في شكل شفهي للمؤلفين أو فناني الأداء.
مر الأدب الشفوي بشكير بعدة مراحل:
- متعلق، يرتبط أصل مختلف الطقوس والطقوس؛ منذ العصور القديمة، ويغطي الفترة حتى حوالي القرن الرابع عشر. عصر جديد (قبل بداية عهد ييرو (yyrau)). احتفظت طقوس الباشكير الفولكلور بأسماء حاملات الفولكلور: تولكا، كرمكيت، تولبا، سوكاك، كوزكورت، كوركوتا.
- عصر الييرو (yyrau)، يرتبط عهد ييرو [7] بأسماء حاملي الارتجال هابراو وأسان كايجي وكازتوغان وشغييز. كان عملهم في القرنين الرابع عشر والسادس عشر. لكن كلمة "ييرو" في المصادر المكتوبة باللغة التركية مذكورة سابقًا في معنى الخالق الشعري الشفوي. حتى في "ديوان لغات الترك " محمود الكاشغري (1073-1074) تفسر على أنها "لاعب على آلة موسيقية"، "المغني". احتفظت كلمة "ييرو" بمعناها الأساسي (بين الباشكير ين- "المغني الشعبي") لأكثر من ألف عام. العديد من الييرو الذين عاشوا في القرنين الخامس عشر والثامن عشر لم يكونوا شعراء فقط، بل كانوا أيضًا زعماء قبائل وأولياء وكذلك باتيريس وقادة الفرقة القبلية ". في ارتجالاتهم، أثيرت أسئلة للتعبير عن احتياجات وتطلعات المجتمع. تجول ييرو، وعرفت عن المشاكل المشتركة للشعوب المجاورة.
- عصر السيزانيون (Sesens)، الفترة الروسية من الأدب الباشكير. ويسمى «سيزان» سادة الباشكير من الكلمة اللفظية. تم نسيان أسماء السيزانيون قبل القرن الحادي عشر، وأصبحت ارتجالاتهم شعبية. من السيزانيون الذين حملوا الفولكلور والأدب الشفهي: كتاي غالي سيزان، إحسان سيزان، تورموتاي سيزان، سويوندوك سيزان، كلديش سيزان، ايميت سيزان، كاراكاي سيزان، يحيى سيزان وغيرهم. بايك، محمود، بورانباي، إيشموخاميت مرزاكيف، غابيت أرغيناييف [8]، محمد بورشاولوف (السادس عشر - النصف الأول من القرن العشرين). في ملحمة السيزانيون، وكان هناك انتقال للمؤلفين الشفويين إلى عرض مكتوب للأعمال، وفقدان صفاتهم الارتجالية، وإخضاع أيديولوجية النظام الحالي.

## دراما
منذ البداية، استندت الدراما البشكيرية إلى التقاليد القديمة للفولكلور والتراث المكتوب لشعب الباشكير في القرون الماضية. بدأت خلفية المسرح مع الفولكلور الطقسي، الذي له هيكل درامي واضح. لقد تميز رواة القصص من الملحمة - سيزانيون (sesens) - بمهارات عالية في التنفيذ. قام سيزانيون بعدة وظائف: حكوا للجمهور محتويات الملحمة وكانوا بمثابة شخصيات حية وممثلين وموسيقيين، مما خلق تأثيرًا على المسرح.
تم لعب دور كبير من خلال عمل كتاب التنوير، ومناقشاتهم حول التعليم، تم التعبير عن المشاكل الاجتماعية والآراء الاجتماعية والسياسية والفلسفية للمثقفين في دوريات في شكل دراسات درامية.
كان أول أداء مسلم معترف به رسمياً في باشكرية هو مسرحية «الجهل والتعلم» (ترجمة مجانية للدراما التي كتبها الكسندر اوستروفسكي «في أحد مخلفات العيد غريب»)، ترجمة أ. كوداشيف-أشكادارسيم في عام 1906 في مدينة أوفا. المسرحية الأولى التي كشفت عن بطولة شعب الباشكير في الحرب الوطنية عام 1812 كانت إف. توكينا.
في بداية القرن العشرين، برزت أنواع من الدراما التاريخية البطولية والاجتماعية والسياسية والاجتماعية الفلسفية، والتي عكست عقلية مجموعة الباشكير العرقية، وأبرزت المشاكل الملحة للعصر. وتشمل هذه الأعمال الدرامية التاريخية - «أبطال الوطن» لفازيل تويكين، و «يانغور» لأفزال تاجيروف، و«سلافات-باتير» لفاتخالكدير سليمانوف.

## حكايات باشكير

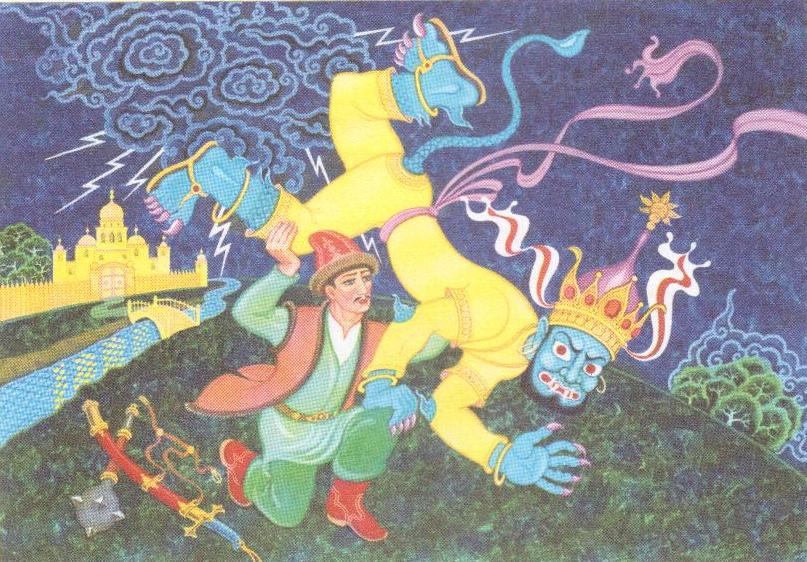
الأورال باتير و العملاق ديفا

تُعرف حكايات الباشكير بحكايات المؤلف والشعبية. من المعتاد تقسيم حكايات الباشكير إلى حكايات خرافية عن الحيوانات والسحر والبطولة والحكايات الاجتماعية اليومية. تم اقتراح تصنيف حكايات الباشكير لأول مرة بواسطة، نيكولاي كونستانتينوفيتش.ديميترييف. في الترجمة الروسية الكسندر غريغوريفيتش بيسونوف، جمع الحكايات الخرافية الباشكيرية بمقدمة كتبها دميتريفا ظهرت للمرة الأولى في اوفا في عام 1941.

## حقائق مثيرة للاهتمام

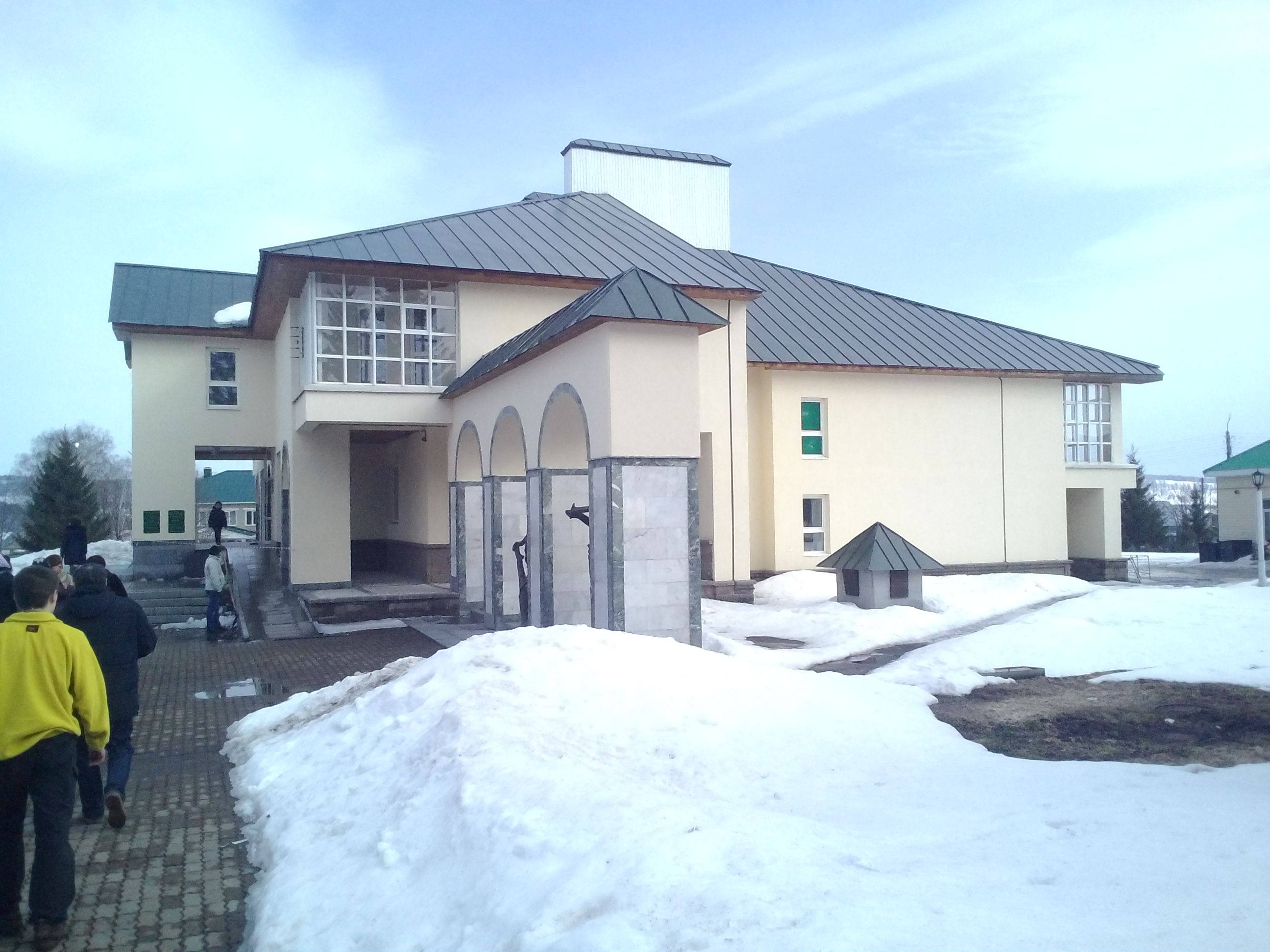
متحف سلافات يولاييف. مقاطعة سلافات، مع. Maloyaz

في البداية (منذ عام 1905) تم نشر أعمال مؤلفي البشكير في الدوريات باللغة الأدبية التركية. في 1910 كان هناك انتقال إلى اللغة الأدبية التتارية الحديثة. في بداية العشرينيات - الانتقال إلى لغة التتارية الباشكيرية المختلطة. منذ عام 1924، تمت طباعة الأعمال في الدوريات بلغة الباشكير الأدبية الحديثة.
تم تكريم ذكرى الشعراء والكتاب الكبار في روسيا البيضاء وروسيا في باشكورستان. المتاحف التي تم إنشاؤها: متحف سلافات يولاييف، M. Gafuri ، ميموريال هاوس - متحف إس. تي. أكساكوف. المعالم المثبتة في سالافات يولاييف. أكمل، م. غافوري، ز. بيشيفا، أ. بوشكين، ف. ماياكوفسكي وغيرها أسماء الكتاب هي مدن وشوارع مدن بيلاروسيا. ونشرت موسوعة سلافات يولاييف.
مترجمو الأدب من لغة الباشكير إلى لغات أخرى والعكس بالعكس في باشكورستان هم: عيدر خوسينوف، زوخرا بوراكيفا، جولسيرا جيزاتولينا. تقوم مجموعة كبيرة من المترجمين بترجمة الكتاب المقدس إلى اللغة الباشكيرية من العبرية. تنشر مجلة Agidel ترجمات الأدب الأجنبي إلى لغة الباشكيرية.
بشكل عام، عمل المترجمين في الجمهورية ليس مطلوبًا كثيرًا. لا يوجد عملاء للأدب المترجم والطلب عليه، حيث لا يوجد بيع كثير للكتب باللغة الباشكير.
يتم نشر منشورات الشركات حول تاريخ المؤسسات والمدن  والمؤسسات التعليمية في الجمهورية. في عام 2013، تم نشر موسوعة OJSC غازبروم نفتخيم سالافات «Газпром нефтехим Салават».
تم تأسيس ألقاب شاعر الشعب في باشكورستان وكاتب الشعب في باشكورستان في بيلاروسيا.

## أدب الأطفال
أهم المهام الرئيسية لأدب الأطفال هي التعليم والتربية وتعلم الذوق الجمالي، بشكل جذاب (الاستمتاع به) وبليغ.
أصول أدب الأطفال الباشكيري هي الفولكلور والفنون الشعبية الشفهية. يأخذ الفلكلور الأدبي وكتابات الأطفال في الاعتبار الخصائص النفسية والعمرية للأطفال. تم إنشاء بعض الأنواع في أدب الأطفال الباشكيري تحت تأثير الفولكلور، لذلك. عالج دايان الحكايات الشعبية في شكل شعري.
في باشكيريا، أول مؤلفي أعمال فنية للأطفال هم مجيد غفوري ‏ وداوت يولتي ‏ وغريف غوميروف ‏ («قصة التعادل الأحمر»، 1927، «حكايات الجد يولسورا»، 1945)، هادية دافليشينا (قصة قصيرة «بايونير خيلوكاي»)، وإيماي نصري ‏ وكيراي ميرجان ‏ («الدار وشيطان: قصص للأطفال»، «ألغاز الباشكير الشعبية».) وعلي كارناي ‏ (مجموعة من القصص القصيرة «تيركاي»)، إلخ.
من كتاب الباشكير الذين توجهوا إلى خيال الأطفال يذكر: رحيمغولوفا (قصائد للأطفال)، أ. ياغافاروفا ، ف. توجوزبايفا ج. جيازاتولينا، جابيوتدينوف.
كتب حكايات للأطفال من قبل كتاب الباشكير س. سورين  (مسرحية الأطفال، معالجة الفولكلور)، واو ياخين (حكايات يومية)، ك. ديان (معالجة الحكايات الشعبية)، دينا طلخينا ، بيكول (حكاية الأدب الباشكيرية)، ن. فازلايفا وم. بوراكاييفا «أساطير إلميناو».
خلال الحرب الوطنية العظمي، كتب أجيش كتبا للأطفال: «الخليج»، «بيتكا ياكوشين وبيتكا بايرامغولوف»، «بلدي ثلاثة أشهر».
تم إنشاء أعمال لمرحلة ما قبل المدرسة وتلاميذ المدارس الابتدائية في أدب الأطفال الباشكير منذ منتصف الخمسينيات من القرن العشرين. في هذا الوقت، كتب ر. نيغماتي قصائد للأطفال: «إجابات لأسئلتي ابنتي»، «الأول من سبتمبر،» وكتب يونسوفا قصائد الأطفال، «المغيرون»، «العدادات»، «أغاني الأطفال»، «الخرافات»، الألغاز: «أنا فقط لدي ثلاثة»، «الهدية السحرية»، «الهندباء»، وكذلك كتب أ. ياغافارافا قصائد وحكايات خيالية عن العمل والألعاب.

## المؤلفات
- Башкирский эпос «Урал-батыр». // Героический эпос народов СССР. (ملحمة بشكير «الأورال-باتير». // الملحمة البطولية لشعوب الاتحاد السوفياتي.) - M. 1975. - T. 1. - S. 67-114.
- Солдатские баиты. / сост. (الطعم الجندي. / شركات.): ك. ارلباييف.(К. А. Аралбаев.) - اوفا: كتاب، 1997.-- 112 ص.
- موسوعة الباشكير. الفصل. إد. M. A. Ilgamov vol. 1. A-B. 2005.-- 624 p. ISBN 5-88185-053-X. T. 2. VG. 2006.624 صفحة. ISBN 5-88185-062-9. T. 3. ZK. 2007. − 672 ثانية. ISBN 978-5-88185-064-7. T. 4. L-O. 2008. − 672 ثانية. ISBN 978-5-88185-068-5. T. 5. P-S. 2009. −576 صفحة. ISBN 978-5-88185-072-2. T. 6. نصائح نار. الاقتصاد. من أنا. 2010. 44544 ثانية. ISBN 978-5-88185-071-5 ؛ T. 7. F-Ya. 2011.624 ص. العلمية. أد. موسوعة الباشكير أوفا.
- حكايات بشكير الشعبية / زاب. ولكل A. G. بيسونوف. ملاحظات من هونج كونج ديميترييف، -أوفا: باشنيجوزيدات، 1941 -3-30.
- Gainullin M. Bulyakov I. مراحل تطور فن الدراما الباشكيرية. في كتابه: مختارات البشكير المسرحية. في 2 أجزاء. كتاب واحد. أوفا، 1984، الصفحات 6-24. - باللغة الباشقير.
- جليبوف أ. عن الدراما الباشكيرية. أكتوبر 1936، العدد 2، الصفحات 24-29.
- إيجناتييف ر. G. باشكير سالافات يولاييف، بوغاشيف فورمان، مغني ومرتجل. - «أخبار جمعية علم الآثار والتاريخ والاثنوغرافيا في جامعة إمبازان كازان». T. الحادي عشر، 1893، العدد 2، ص 147-166 ؛ العدد 3، ص 222-240 ؛ المجلد. 6، ص 528-534.
- شاكور ر. ألف في ألف سنة. تاريخ الأدب بشكير من العصور القديمة إلى يومنا هذا / ر. شاكور. M: Rarog LLP، 1996.
- Khusainov G. B. Bikbaev R. T. النقد الأدبي والنقد // في البحث العلمي. أوفا، 1982. G. B. Khusainov.
- ديمقراطيو التنوير من الباشكير في القرن التاسع عشر - M: Nauka، 1981.
- مذكرات توجان فاليدي. المجلد 1. أوفا: كيتاب، 1994.
- التعريفات Bashort әҙәbiәte. 1-se T. Өfө، 1990.
- غاليوتدينوف آي. جي (1998). Тарих нама-и булгар (بالباشقيرية). أوفا.{{استشهاد بكتاب}}:  صيانة الاستشهاد: مكان بدون ناشر (link)
- نادرغولوف م. خ. (2002). Историко-функциональные жанры башкирской литературы [الأنواع التاريخية والوظيفية لأدب الباشكير] (بالروسية). أوفا.{{استشهاد بكتاب}}:  صيانة الاستشهاد: مكان بدون ناشر (link)
- Хөсәйенов Ғ.Б (ج. ب. خوسينوف) (2006). Әҙәбиәт ғилеме һүҙлеге [القاموس الأدبي والتاريخي للغة الأدبية] (بالباشقيرية). أوفا.{{استشهاد بكتاب}}:  صيانة الاستشهاد: مكان بدون ناشر (link)
- بيموف ر. (2005). Великие лики и литературные памятники Востока [وجوه عظيمة ومعالم أدبية شرقية] (بالروسية). أوفا.{{استشهاد بكتاب}}:  صيانة الاستشهاد: مكان بدون ناشر (link)
- ابيلغوزني فانيليا رازهابوفنا. نوع بارسا في الأدب البشكير : مشاكل التكوين والتطوير. أوفا، 2003. - 185 صفحة.